# Diócesis de Kiev
La diócesis de Kiev (en latín: Dioecesis Kioviensis, en ucraniano: Київська дієцезія y en polaco: Diecezja kijowska) fue una circunscripción eclesiástica de la Iglesia católica en Ucrania. Se trataba de una diócesis latina, sufragánea de la arquidiócesis de Leópolis. Fue suprimida el 16 de octubre de 1798.

## Territorio y organización

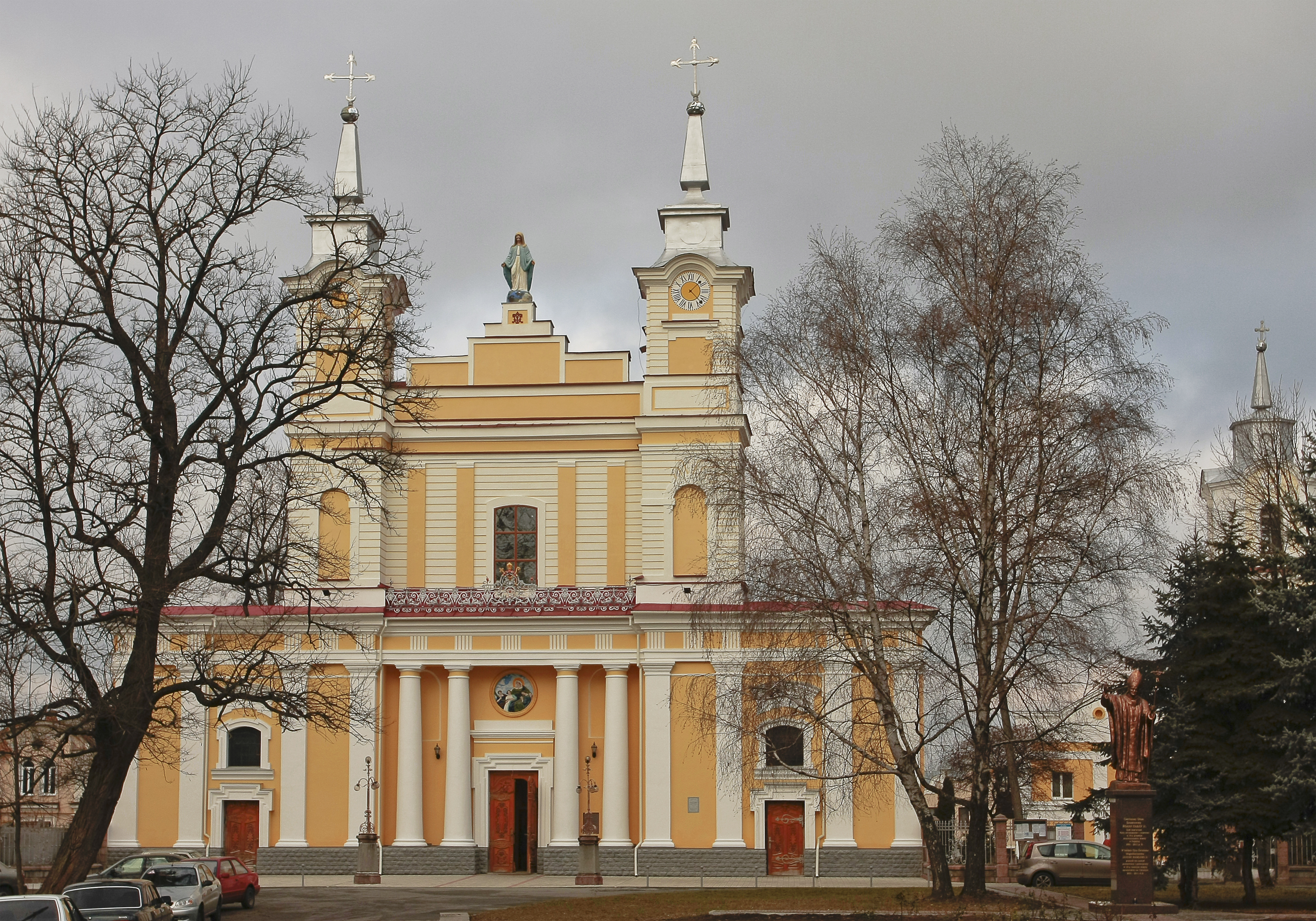
Concatedral de Santa Sofía, en Zhitómir

La diócesis extendía su jurisdicción sobre los fieles católicos de rito latino residentes inicialmente en el Principado de Kiev, el Principado de Seversk, el Principado de Chernígov y el Principado de Smolensk (la región de Smolensk se separó de la diócesis de Kiev en 1636, cuando se erigió la diócesis de Smolensk).
La sede de la diócesis se encontraba en la ciudad de Kiev, en donde se hallaba la Catedral de Santa Sofía, que fue destruida por la Rebelión de Jmelnitski (1648-1657), pasó a la Iglesia ortodoxa rusa en 1691 con el nombre de iglesia de Pedro y Pablo y fue finalmente demolida por los bolcheviques en 1935. La residencia episcopal estaba en Fastiv, en donde residieron a partir del obispo Krzysztof Kazimirski. En 1724 la sede fue trasladada a Zhitómir, en donde se hallaba la Concatedral de la Santísima Virgen María, que fue incendiada en 1768 por las tropas rusas, reconstruida en 1789-1801 y renombrada en 1805 como Santa Sofía, y que hoy es la Concatedral de Santa Sofía de la diócesis de Kiev-Zhitómir.
En 1652 en la diócesis existían 19 parroquias, en 1724 eran 21, en 1772 eran 31 parroquias y en 1793 eran 43. 

## Historia

### Antecedentes
La presencia de obispos latinos misioneros en Kiev está atestiguada desde el siglo X, y probablemente Adalberto de Magdeburgo permaneció allí en la época de la princesa Olga de Kiev. La gran presencia de polacos en la ciudad favoreció la llegada de dominicos y franciscanos en el siglo XIII.
Después de que el gran duque de Lituania Gediminas tomara posesión del principado de Kiev, apareció allí una misión dominica y un monasterio. El 15 de diciembre de 1320 el papa Juan XXII nombró al dominico Henryk obispo de Kiev y desde ese momento hubo un obispo residente permanentemente en la ciudad, aunque en calidad de misionero. 

### Diócesis de Kiev
La unión del Gran Ducado de Lituania con Polonia en 1386 favoreció la situación de los latinos y el gobernador Iván Olshanski en 1397 realizó la fundación permanente de una diócesis de rito latino en Kiev, sufragánea de la arquidiócesis de Leópolis, y Andrzej fue su primer obispo. El rey Vladislao II de Polonia dotó al obispado y construyó una catedral latina en Kiev.
A finales del siglo XVI la Catedral de Santa Sofía fue destruida y el obispo Krzysztof Kazimirski procedió a construir una nueva, conocida en 1619 con el título de San Juan Bautista y en 1633 con el de Santa Catalina la Virgen.
Durante el siglo XVII los obispos Bogusław Radoszewski (1619-1633) y Aleksander Sokołowski (1636-1645) trabajaron duro para introducir la reforma tridentina y luchar contra el calvinismo que se estaba extendiendo en la región. Los jesuitas fueron llamados a la diócesis y se convocaron sínodos diocesanos.
El 1 de septiembre de 1636 la diócesis de Kiev cedió una parte de su territorio para la erección de la diócesis de Smolensk mediante la bula Super speculam del papa Urbano VIII.
La revuelta cosaca de mediados de siglo y el levantamiento popular de 1648 dañaron gravemente las estructuras de la Iglesia católica en Kiev y la mayoría de las iglesias fueron destruidas. Por lo tanto, los obispos abandonaron Kiev, que en 1657 había sido anexada al Zarato ruso (el Tratado de Andrúsovo del 30 de enero de 1667 reconoció a Rusia la Ucrania del Margen Izquierdo), y colocaron su residencia en Zhitómir. La situación mejoró después del Tratado de Prutsk en 1711, en el que Rusia renunció a sus reclamaciones sobre la orilla derecha de Ucrania, cuando las áreas despobladas comenzaron a ser colonizadas por gente de la Pequeña Polonia y Masovia. La diócesis se limitó a las áreas de la región de Kiev en el lado derecho del río Dnieper y el cabildo catedralicio celebraba sus reuniones en Lublin o Sokal.

### Sede en Zhitómir
El obispo Samuel Jan Ożga trasladó definitivamente la sede a Zhitómir en 1724, y en 1726 el cabildo catedralicio, para lo cual recibió la confirmación de la Santa Sede el 15 de septiembre de 1743. Ożga construyó en madera la concatedral de Santa Sofía en Zhitómir y, cuando se incendió, comenzó la construcción de una iglesia de ladrillo (con el mismo nombre), que fue consagrada en 1745. Ożga reorganizó el colegio de canónigos, que a partir de entonces llegó a incluir dieciséis clérigos (incluidos nueve prelados), y obtuvo privilegios especiales para él en Roma. Fundó también un colegio de vicarios en la concatedral y, por último, reorganizó las estructuras administrativas de la diócesis: dividió su territorio dentro de las fronteras de la Mancomunidad de Polonia-Lituania en tres decanatos (Fastów, Owruch, Zhitómir) y multiplicó el número de parroquias, a las que también les designó límites permanentes. 
En 1773, tras la primera partición de Polonia, la diócesis se encontró dividida en dos. En 1778 el área fue anexada por Rusia y la diócesis de Kiev fue abolida de hecho. Bajo la presión de la Iglesia ortodoxa rusa en la ciudad que entonces era parte del Imperio ruso, no se permitió residir a ningún obispo católico. Con la segunda partición de Polonia, en 1793, cinco diócesis católicas quedaron bajo soberanía del Imperio ruso: la diócesis de Kiev, la diócesis de Kamianets, la diócesis de Lutsk, la diócesis de Livonia y diócesis de Vilna. 
Tras la tercera partición de Polonia, en 1795, terminó la Confederación Polaco-Lituana y desde esta fecha toda la diócesis se encontró en el Imperio ruso. La emperatriz Catalina II de Rusia abolió la sede de Kiev, junto con las otras cuatro, aunque mediante el Tratado de Grodno de 1793, el Imperio ruso se había comprometido a mantener el statu quo. Al mismo tiempo que se suprimieron estas diócesis, el Imperio ruso tomó posesión de parte de sus propiedades. La diócesis de Kiev fue desmembrada: Kiev y su distrito civil fueron anexados a la arquidiócesis de Mogilev.
Mediante la bula Maximis undique pressi del 16 de octubre de 1798, el papa Pío VI reorganizó las antiguas diócesis polacas entonces en territorio ruso, pero a petición de las autoridades rusas, la sede se transfirió a Zhitómir para evitar que un obispo católico disputase la sede de Kiev al obispo ortodoxo. El resto de la diócesis, con sede en Zhitómir, se unió aeque principaliter a la diócesis de Lutsk; al mismo tiempo, se suprimió el título Kioven(sis), reemplazado por el de Zytomerien(sis), y las dos diócesis unidas: la diócesis de Lutsk y Zhitómir, se hicieron sufragáneas de la arquidiócesis de Maguilov.

## Episcopologio

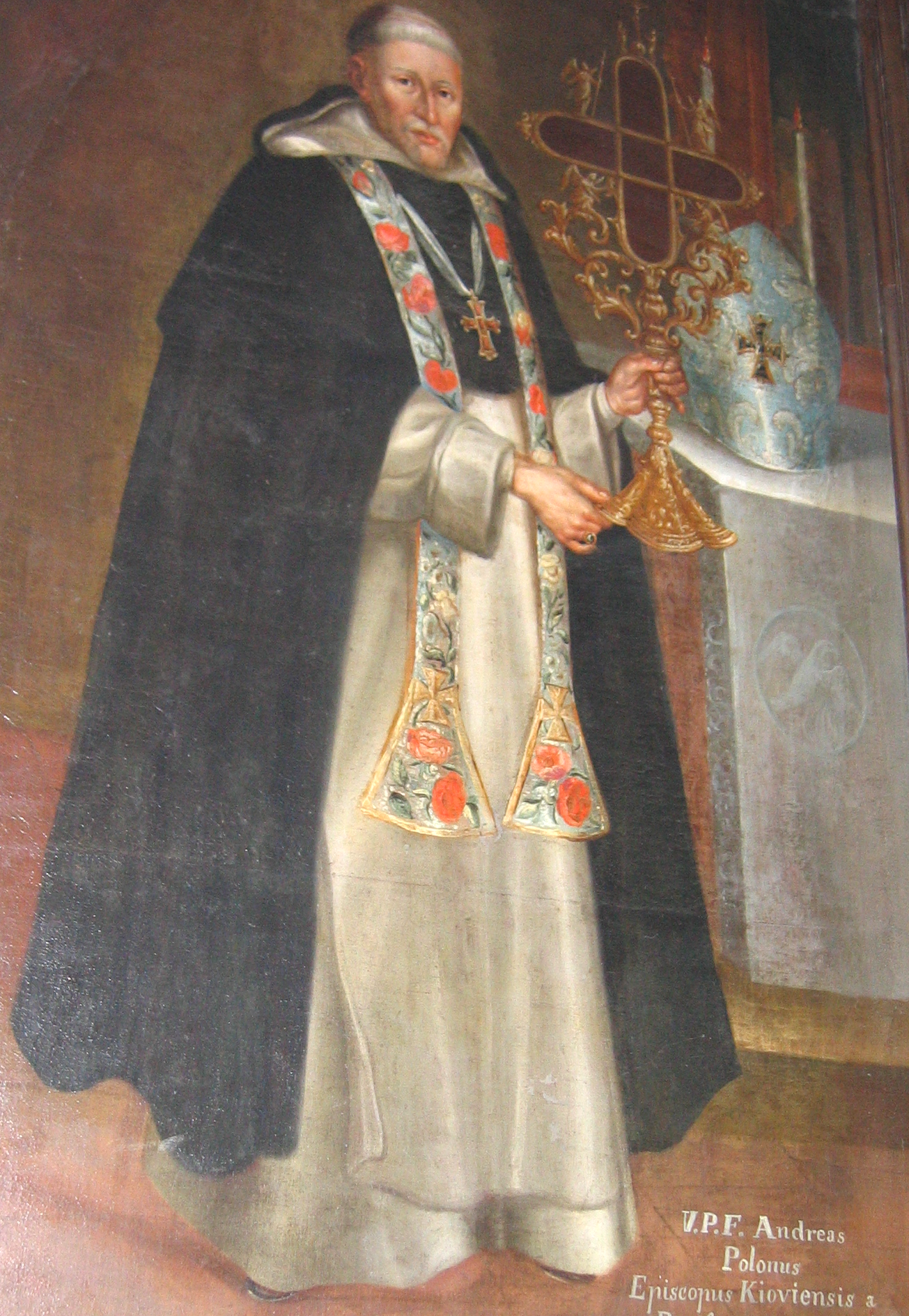
Andrzej, primer obispo no misionero de Kiev

### Obispos misioneros de Kiev
- Henryk, O.P. † (15 de diciembre de 1320-1350 falleció)
- Jakub, O.P. † (circa 1350-1377 falleció)
- Felipe, O.P. † (mencionado en 1387)
- Mikołaj, O.P. † (siglo XIV)
- Borzysław, O.P. † (siglo XIV)

### Obispos de Kiev
- Andrzej † (1397-? falleció)
- Michele Trestka, O.P. † (19 de noviembre de 1410-? falleció)
- Stanislas Martini † (13 de febrero de 1430-?)
- Jan † (29 de octubre de 1477-? falleció)
- Miguel de Leópolis, O.P. † (22 de junio de 1487-? falleció)
- Bartholomaeus Solozuyky † (25 de mayo de 1495-circa 1520 falleció)
- Jan Filipowicz † (4 de julio de 1520-circa 1526 falleció)
- Nicolás Wilgaito † (1 de junio de 1526-15 de febrero de 1531 nombrado obispo Mednicensis)
- Giorgio Gizyki † (1 de mayo de 1532-circa 1534 falleció)
- Franciszek † (11 de febrero de 1534-circa 1546 falleció)
- Jan Andruszewicz † (27 de agosto de 1546-13 de abril de 1556 nombrado obispo de Lutsk)
- Ivan Soltan † (1555-?)
- Mikołaj Pac † (circa 1564-1580 o 1589 falleció)
- Józef Wereszczyński † (6 de agosto de 1589-1599 falleció)
- Krzysztof Kazimirski † (5 de mayo de 1599-15 de junio de 1618 falleció)
- Bogusław Radoszewski † (17 de enero de 1619-6 de junio de 1633 nombrado obispo de Lutsk)
- Andrzej Szołdrski † (9 de enero de 1634-13 de agosto de 1635 nombrado obispo de Przemyśl)
- Aleksander Sokołowski † (21 de julio de 1636-9 de mayo de 1645 falleció)
- Stanisław Zaremba, O.Cist. † (23 de abril de 1646-3 de agosto de 1653 falleció)
- Jan Leszczyński † (21 de abril de 1655-10 de enero de 1656 nombrado obispo de Chełmno)
- Tomasz Ujejski, S.I. † (3 de abril de 1656-1676 nombrado obispo auxiliar de Varmia)
- Stanisław Jan Witwicki † (12 de junio de 1679-25 de mayo de 1682 nombrado obispo de Lutsk)
- Andrzej Chryzostom Załuski † (15 de noviembre de 1683-15 de octubre de 1692 nombrado obispo de Płock)
  - Sede vacante (1692-1697)
- Mikołaj Stanisław Święcicki † (25 de febrero de 1697-18 de mayo de 1699 nombrado obispo de Poznań)
- Jan Paweł Gomoliński † (30 de marzo de 1700-antes del 9 de enero de 1712 falleció)
  - Sede vacante (1712-1715)
- Walenty Maciej Arcemberski † (29 de mayo de 1715-1717 falleció)
- Jan Joachim Tarło † (5 de diciembre de 1718-15 de marzo de 1723 nombrado obispo de Poznań)
- Samuel Jan Ożga † (27 de septiembre de 1723-19 de abril de 1756 falleció)
- Kajetan Sołtyk † (19 de abril de 1756 por sucesión-12 de febrero de 1759 nombrado obispo de Cracovia)
- Józef Andrzej Załuski † (24 de septiembre de 1759-7 de enero de 1774 falleció)
- Ignacy Franciszek Ossoliński † (7 de enero de 1774 por sucesión-7 de agosto de 1784 falleció)
- Kasper Cieciszowski † (7 de agosto de 1784 por sucesión-17 de diciembre de 1798 nombrado obispo de Lutsk y Zhytómyr)